# فرودگاه چاچاپویاس
فرودگاه چاچاپویاس (به انگلیسی: Chachapoyas Airport) یک فرودگاه همگانی با کد یاتا CHH است که یک باند فرود آسفالت دارد و طول باند آن ۱۹۸۰ متر است. این فرودگاه در کشور پرو قرار دارد و در ارتفاع ۲۵۴۰ متری از سطح دریا واقع شده‌است.